# Stichting Tijdelijk Noodfonds Energie
Stichting Tijdelijke Noodfonds Energie is een niet-overheidsorganisatie dat opgericht is in 2022, om hulp te geven aan Nederlandse huishoudens, die door schulden of financiële nood wegens het niet betalen van hun energierekening in nood zijn gekomen. De steun gaat naar mensen die met een laag inkomen een te groot deel van hun inkomen aan energiekosten moeten uitgeven. Hierdoor ontstaat zogeheten energiearmoede.
Toen vanwege de Russische invasie van Oekraïne in 2022 de gasprijzen begonnen te stijgen kwamen veel huishoudens in geldnood. Ondanks het instellen van een energieplafond en het geven van hulp in de vorm van energietoeslag door de overheid, kwamen sommige mensen in de problemen om hun energierekening nog te kunnen betalen.
Het initiatief tot het oprichten hiervan kwam van Stichting SchuldenlabNL, de Nederlandse Schuldhulproute en een aantal  energieleveranciers Eneco, Essent, Greenchoice en Vattenfall.
In 2023 en 2024 konden mensen gebruik maken van deze vorm van hulpverlening om de energiekosten te kunnen verlagen. Daarvoor had de overheid en een aantal energieleveranciers geld beschikbaar gesteld, waarmee in totaal meer dan 240.000 huishoudens geholpen konden worden.
Hoewel het lang onzeker was,  is in 2025 wederom geld beschikbaar gesteld, 56 miljoen euro door de Rijksoverheid, een groot aantal energieleveranciers betaalden mee met de uitvoeringskosten. Binnen een week na opening van het fonds werden 210.000 aanvragen ingediend voor steun. De verwachting is dat slechts 100.000 huishoudens daadwerkelijk steun zullen krijgen.
Door de grote aantal van aanvragen is met een petitie door het Armoedefonds nog getracht extra geld in het fonds te krijgen, dat lukte helaas niet. Voor het toekomstige jaar 2026 zal dit waarschijnlijk wel het geval zijn.

## Varia
- Koningin Maxima bezocht op 23 februari 2023 het klantencontactcentrum van het Noodfonds om een indruk te krijgen van de problematiek, zij is erevoorzitter van Stichting SchuldenlabNL, mede initiator om het Noodfonds op te richten eind 2022.[6]
- In een interview voor de krant de Telegraaf waarschuwt marktleider Essent dat de aankomende jaren tot 2035 sommige huishoudens zo'n 800 euro meer moeten betalen per jaar voor energie door marktomstandigheden. Vele van deze huishoudens zijn niet goed in staat om te verduurzamen, omdat ze het geld niet kunnen missen. Essent wil dat het Tijdelijke Noodfonds Energie permanent wordt. Dit fonds is bedoeld om mensen te helpen die de energierekening niet meer kunnen betalen [7]

## Externe Link
- Dashboard Noodfonds Energie
- Het Noodfonds Energie in cijfers